# 凱蒂·傑克森
凱蒂·傑克森（英語：Katie Jackson，1996年—）是紐西蘭女演員，彼得·傑克森和法蘭·華許的女兒。
凱蒂·傑克森在父親製作的多部電影中客串演出，包括《魔戒首部曲：魔戒現身》、《魔戒二部曲：雙城奇謀》、《魔戒三部曲：王者再臨》、《金剛》、《蘇西的世界》、《哈比人：意外旅程》、《哈比人：荒谷惡龍》（飾演躍馬旅店女侍貝特西·奶油伯）和《哈比人：五軍之戰》等。她曾表示自己是托爾金的書迷。

## 外部連結
- 凱蒂·傑克森在互联网电影资料库（IMDb）上的資料（英文）
- 在AllMovie上凱蒂·傑克森的頁面（英文）